# Loutrá Smokóvou
Loutrá Smokóvou, en grec moderne : Λουτρά Σμοκόβου, est un village thermal du dème de Sofádes, district régional de Kardítsa, en Thessalie, Grèce.
Selon le recensement de 2011, la population du village s'élève à trois habitants.